# Trikolor TV

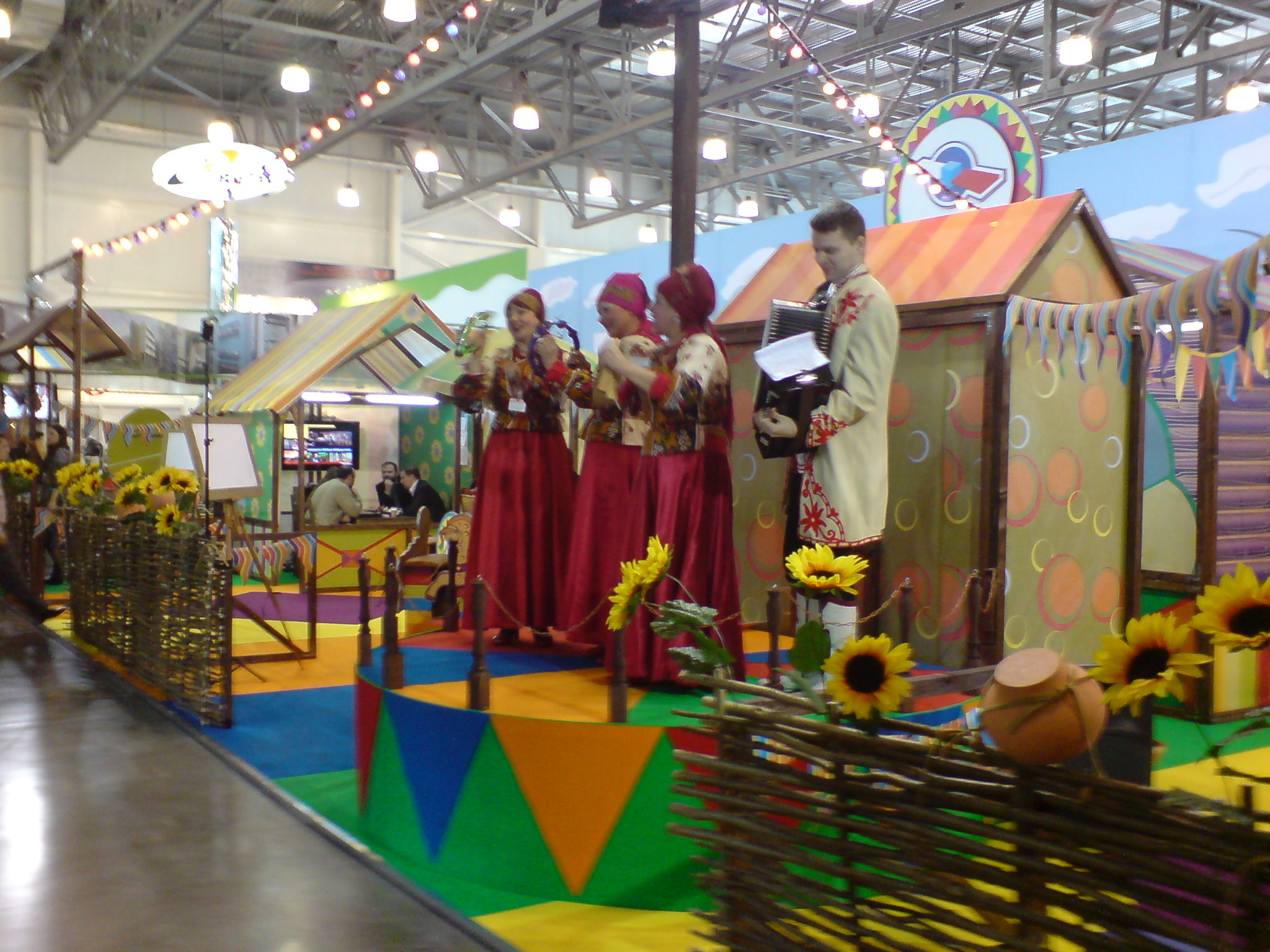
Messestand von Trikolor TV auf der Messe CSTB-2009

SAO Nazionalnaja sputnikowaja kompanija (Handelsmarke Trikolor TV, russisch Триколор ТВ) ist der am meisten verbreitete Anbieter für Satellitenfernsehen in Russland. Das Programm kann im europäischen Teil Russlands über Eutelsat-W4 und -W7 empfangen werden sowie in Sibirien und einem Teil des fernen Ostens über den Bonum-1-Satelliten.

## Unternehmensgeschichte
Dmitrij Wolobujew, erster Exekutivdirektor von NSK sagte 2005:

„Die Projektidee stützt sich darauf, dass derzeit in Russland eine große Ungleichheit in Bezug auf den Zugang zu Fernsehprogrammen herrscht. In Großstädten mit einer Einwohnerzahl von mehr als einer halben Million werden nicht weniger als 15 Programme von einem Fernsehturm aus übertragen. Aber wenn man sich von dem Fernsehturm 20 km entfernt, so verschlechtert sich die Bildübertragung, nach 30 km gibt es ernsthafte Probleme mit dem Empfang und nach 50 km kann man einfach vergessen, was das analoge TV ist. [Das] sind die Kennwerte, die mich entsetzt haben. 50 Mio. Menschen in Russland empfangen nur 5 oder weniger Fernsehprogramme in der Regel mit niedriger Qualität. Über 20 Mio. Menschen sehen ein Programm, ein weiteres mit sehr schlechter Qualität.“

Im Oktober 2005 erfolgte die Gründung des Unternehmens, die Übertragung im Testbetrieb kam über den Eutelsat W4-Satelliten. Am 12. November 2005 begann die Übertragung von „Trikolor TV“ im europäischen Teil Russlands (Fernsehkanäle „Rossija“, „Kultura“, „REN TV“, „DTV“, „TV3“) im Normalbetrieb. Die NSK verkündete ein halbes Jahr später innerhalb eines halben Jahres an das Projekt 150.000 Menschen angeschlossen zu haben. Am 7. Februar 2007 betrug die Zuschauerzahl von «Trikolor TV» 500.000. Bald darauf kam die Einführung des bezahlbaren Sendepakets „Optimum“, das aus fünf Blöcken, mit je zwei Kanälen für jeden Block bestand („Detskij“, „Kino“, „Sportiwnyj“, „Posnawatelnyj“ und „Komedija“). Die Übertragung von «Trikolor TV» nach Sibirien über den „Bonum-1“-Satelliten begann am 1. März 2008. Ein Jahr später konnte «Trikolor TV» von 5 Millionen Menschen gesehen werden. Am 15. September 2009 schlossen NSK und Gasprom-Media Holding das Abkommen über eine strategische Partnerschaft, die die Bedingungen zum Erwerb von Gasprom-Media Holding der Kontrolle über „Trikolor TV“ regelt.
«Trikolor-Internet» wurde am 1. Februar 2010 eingeführt und es begann die Übertragung der Senderpalette im MPEG-4-Format. Am 17. Dezember 2010 begann auf dem Territorium Sibiriens die Übertragung von 2 Kanälen im HDTV-Format: Teleputeschestwija HD und HD Life. Seit dem 1. April 2011 nutzt NSK bei GPKS 4 Transponder auf EutelsatW7, einer ist für Rundfunk (über 100 Rundfunkstationen), zwei andere sind für regionale Sender in MPEG4 (momentan nur 5, maximal – 64) vorgesehen. Sie rechnen damit, dass sie mittels regionaler Sender den Verkaufsanstieg bei Trikolor TV in entsprechenden Regionen um rund 30 Prozent erzielen werden.

### Problem mit Smartkarten der Serie-12
- Am 1. Juni 2010 nach der offiziellen Version von NSK gab es einen Hackerangriff auf Server des Unternehmens, was zur Massenabschaltung der Abonnenten, die Zugangskarten der Serie-12 benutzten, führte[10][11]
- Am 8. Juni 2010 auf der Konferenz von «Trikolor TV»-Händlern in Rostow am Don erklärte Wjatscheslaw Mordatschow, dass das Unternehmen in keiner Beziehung zum Geschehenen stünde.[12]
- Am 10. Juni 2010 begann das Unternehmen eine Umtauschaktion für geknackte Smartcards, wobei der Umtausch nicht kostenfrei war.[13]

Als einfache Ursachen wurden genannt: Gescheitertes Umladen von Software des Anbieters und Ausfall der Fördertechnik. Nach offiziellen Angaben waren über 25.000 Abonnenten betroffen, auf fachbezogenen Foren ist von über „100.000“ Betroffenen die Rede.

### Erwerb des Unternehmens von Gazprom
Am 15. September 2009 erklärte die Holding Gazprom Media Übernahmeinteresse an der NSK. In einem Abkommen wurden die Abonnentenbasen zusammengeschlossen und ein Teil von Dienstleistungen und Kanälen von „NTV-Plus“ für Abonnenten von „Trikolor TV“ zugänglich. Die Föderale Antimonopolbehörde wurde aufmerksam, weil danach 97 % der Satelliten-TV-Zuschauer von Gasprom-Media bedient wurden. Der Pressesprecher von „Trikolor TV“ Alexandr Nikiforow erklärte Mitte 2010, dass die Holding kein Aktienkontrollpaket übernommen habe. Der Geschäftsführer von NSK Wjatscheslaw Mordatschow versicherte, dass die Gültigkeitsfrist der Absichtserklärung mit Gasprom-Media nicht abgelaufen sei. Am 11. August 2010 teilte die Zeitung „Wedomosti“ mit, dass der Geschäftsabschluss bevorstehe. Angeblich soll jedoch der Konkurrent von „Trikolor TV“ „NTV-Plus“ als Käufer auftreten.

## Sendefrequenzen von „Trikolor TV“
Nach dem Stand vom 10. September 2010
| Satellit             | Frequenz | Polarisation | Geschwindigkeit | FEC | Qualität |
| -------------------- | -------- | ------------ | --------------- | --- | -------- |
| Eutelsat W4 @ 36,0°E | 11727    | linke        | 27500           | 3/4 | MPEG-4   |
| Eutelsat W4 @ 36,0°E | 12111    | linke        | 27500           | 3/4 | MPEG-2   |
| Eutelsat W4 @ 36,0°E | 12190    | linke        | 20000           | 3/4 | MPEG-2   |
| Eutelsat W4 @ 36,0°E | 12226    | linke        | 27500           | 3/4 | MPEG-2   |
| Eutelsat W4 @ 36,0°E | 12303    | linke        | 27500           | 3/4 | MPEG-2   |
| Eutelsat W4 @ 36,0°E | 12207    | rechte       | 27500           | 3/4 | MPEG-4   |
| Eutelsat W4 @ 36,0°E | 12360    | rechte       | 27500           | 3/4 | MPEG-2   |
| Eutelsat W7 @ 36,0°E | 11804    | linke        | 27500           | 3/4 | MPEG-4   |
| Eutelsat W7 @ 36,0°E | 11881    | linke        | 27500           | 3/4 | MPEG-2   |
| Bonum-1 @ 56,0°E     | 12226    | linke        | 27500           | 3/4 | MPEG-4   |
| Bonum-1 @ 56,0°E     | 12380    | linke        | 27500           | 3/4 | MPEG-4   |
| Bonum-1 @ 56,0°E     | 12456    | linke        | 27500           | 3/4 | MPEG-4   |
| Bonum-1 @ 56,0°E     | 12303    | linke        | 27500           | 3/4 | MPEG-4   |

## Empfangstechnik

### Offizielle Version

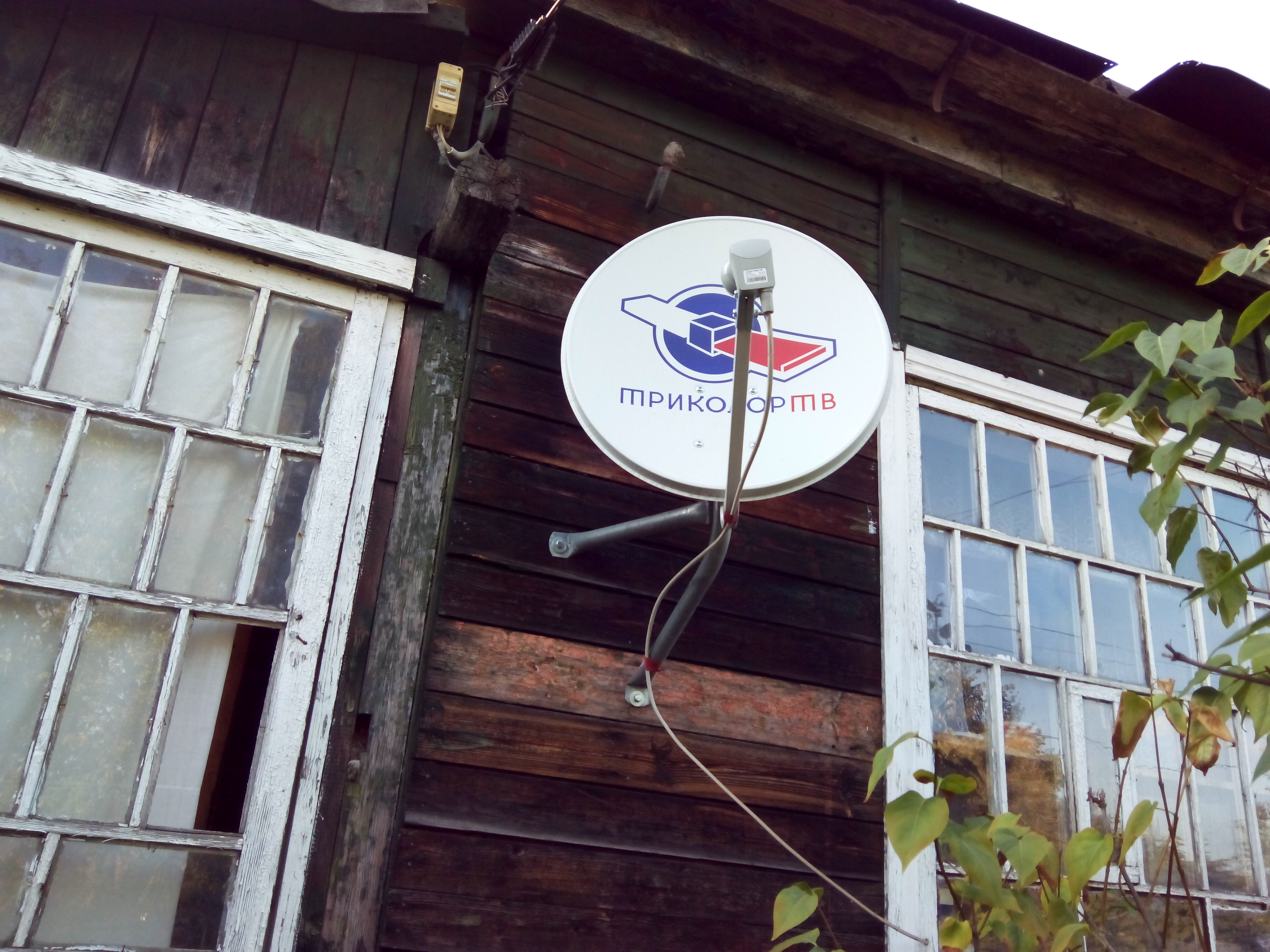
Parabolantenne von „Trikolor TV“ an einem Haus

Zum Empfang von TV-Sendern ist eine mitgelieferte Grundausrüstung erforderlich. Diese besteht aus einer «Teller» von 55 cm Durchmesser (manchmal 60 cm) mit einem Konverter, ein Kabel, einem Receiver der mit Kodierung DRE Crypt arbeitet (Produktion von Digi Raum Electronics oder General Satellite) und einer Scratch-Karte «Start» für die primäre Aktivierung von Receiver und Sendepaket Optimum (mit GS-8300 - Modell – eine Zugangskarte des Abonnenten) ein. Das Verzeichnis der empfohlenen digitalen Satelliten-Receiver (chronologisch geordnet) lautet:
| - DRE-4000; - DRE-5000; - DRE-7300; - DRS-5001; - GS-7300; | - DRS-5003; - GS-8300; - GS-8300M; - GS-8300N; - GS-8304. |

Man kann eine Grundausrüstung, die aus einem CAM-Modul «DIGI RAUM DRE MP4» und einer «Trikolor-Karte» besteht, für jeden Receiver erwerben.

### Inoffizielle Version
Bei Vorhandensein einer Zugangskarte ist zum Empfang von TV-Programmen jeder Receiver geeignet, der mit der Kodierung DRE-Crypt und MPEG-4 arbeitet (oder Receiver mit CAM-Modul, der solche Kodierung unterstützt). Allein die Zugangskarten für Abonnenten kommen nicht zum Verkauf.

## Andere frei zugängliche Kanäle
Neben den Fernsehkanälen, die den „Trikolor TV“-Paketen angehören, können die Abonnenten Signale von mehreren Fernseh- und Radiosendern, die im Freien Empfang (FTA) gesendet werden, empfangen. Für Besitzer des digitalen Satelliten-Receivers GS-8304 ist der Empfang von unverschlüsselten FTA-Programmen wegen der Software-Besonderheiten unmöglich.

## Zusätzliche Dienstleistungen

### Elektronischer Programmführer
Elektronischer Programmführer (EPG), ein elektronisches Fernsehprogramm, das auf dem Bildschirm dargestellt wird. Der Programmführer stellt das Fernsehprogramm für jeden Fernsehkanal von „Trikolor TV“ sowie eine erweiterte Information dar: Sendegattung, Herstellungsjahr, Besetzung, altersmäßige Beschränkungen etc. Das Programm erscheint jeweils eine Woche im Voraus.

### Videochat
„Videochat“ ist ein Service für die Darstellung von Mails, die von einem Mobiltelefon oder über das Internet gesendet wurden in einem speziellen Fenster auf dem Bildschirm. Das Chat – Fenster wird mit einem Tastendruck auf der Receiver-Konsole angerufen. Der Chat gibt eine Möglichkeit, sich mit anderen Zuschauern zu unterhalten, Meinungen auf dem Bildschirm auszutauschen und Eindrücke zu Schildern. Die Dienstleistung ist auf Fernsehkanälen «Ochotnik i Rybolow», «Kinopokas», «Teen TV» vorgesehen; früher war auf Fernsehkanälen «Teleputeschestwija» und «Notschnoj klub» vorhanden, geplant ist ihre Einführung auf den TV-Kanälen, die der «KinoAkademie» angehören.

### Videotext
Ab dem 29. Mai 2009 konnte man den Videotext auf dem Ersten Kanal („Perwyj Kanal“) sehen. Der Videotext ermöglicht mittels eines Tastandrucks den Zugang zu den frischen Nachrichten aus Politik, Wirtschaft und Sport, zu Wechselkurs, Wetteraussichten sowie zu den Blöcken von Unterhaltungsinformation. Außerdem werden auf dem Ersten Kanal Fernsehsendungen mit Untertiteln gezeigt. Der Videotext ist auch auf dem Kanal „TV Zentr“ vorhanden.

### TV-Mail
Jeder Abonnent kann sein Mailpostfach mit der Adresse ***@tricolortv.ru auf der Website von «Trikolor TV» registrieren lassen. Von dort aus bzw. mittels einer SMS-Mitteilung kann man Textmails und angeknüpfte Bilder auf den Receiver des beliebigen Abonnenten, der sein elektronisches Postfach auch registriert hat, versenden. Die Mitteilung wird auf dem Fernsehschirm in Form von einem Briefumschlag, den man öffnen und durchsehen kann, dargestellt. Dabei werden die Meldungen, die von dem Betreiber geschickt werden, unabhängig von Vorhandensein der Registrierung ohnehin an den Abonnenten geliefert. Der Wunsch der Abonnenten, solche Information (zum Beispiel, Briefe mit den Ergebnissen der Fußballspiele) bleibt außer Betracht.

### «Trikolor-Internet»
Ab dem 1. Februar 2010 begann Trikolor TV als eine Dienstleistung den Internet-Zugang über einen Satelliten zu bieten, die Geschwindigkeit des Eingangssignals beträgt bis zu 1024 Kbit/s.
Die Angaben werden auf den Computer des Benutzers mittels Satellitenübertragung geliefert. Für die Anfrage von notwendiger Information wird ein Satelliten-GPRS-Modem eingesetzt. Als Dienstleister von GPRS-Verbindung kann jeder Mobilfunkanbieter auftreten, der auf dem Territorium tätig ist. Auslaufender Datenverkehr wird gemäß Tarifsatz des gewählten Mobilfunkanbieters bezahlt. Im Laufe des Jahres 2010 war der Internet-Zugang kostenfrei. Ab 2011 gelten drei Tarifsätze mit der Grundgebühr 99, 699 und 999 Rubel pro Monat (mit maximaler Geschwindigkeit von 128, 512 und 1024 Kbit/s entsprechend).

### KinoAkademie Trikolor TV
Ab dem 27. Dezember wurde den Abonnenten von „Trikolor TV“, die den Fernsehsignal über Eutelsat W4- und W7-Satelliten empfangen, noch eine Dienstleistung zur Verfügung gestellt. KinoAkademie von „Trikolor TV“ ist ein Service, der das Schauen von Meisterwerken der Kinematographie, Neuerscheinungen des Verleihwesens sowie von Lieblingsfilmen zu wählbarer Zeit ermöglicht. In KinoAkademie sind Filme verschiedener Genres und Richtungen vorhanden. „Kinovorstellungen“ werden in vier thematischen „Sälen“ durchgeführt, jeder mit von „Trikolor TV“ ausgestattetem eigenen Kanal:
- „Der erste (grüne) Saal“ - Melodramen, Geschichtsdramen, Detektivfilme;
- „Der zweite (orange) Saal“ – Komödien, Kinderfilme, Trickfilme;
- „Der dritte (blaue) Saal“ – Action- und Science-Fiction-Filme;
- „Der vierte (schwarze) Saal“ – Thriller, Horrorfilme.

Die Filme werden in einem bestimmten Zeitabstand vorgeführt, das Repertoire wird einmal pro Woche erneuert. Um Zugang zu den Vorführungen zu bekommen, muss man eine Kinokarte kaufen. Der Zugang zum gewählten „Saal“ wird dem Zuschauer innerhalb von einer Stunde nach der Bezahlung über Personal Cabinet des Abonnenten oder mittels einer SMS zur Verfügung gestellt. Die Dienstleistung „KinoAkademie“ von „Trikolor TV“ wird gegen Entrichtung einer kleinen Gebühr bereitgestellt. Filmvorankündigungen, Zeitplan für Filmvorstellungen und sonstige Information wird auf der Webseite von tricolor.tv veröffentlicht, sowie in den Sendungen von „Trikolor TV“- Infokanal mitgeteilt. Die Dienstleistung „KinoAkademie Trikolor TV“ können nur die Besitzer von Empfangsausrüstung so genannter Serie-13 (ID solcher Ausrüstung hat **13********-Format, das heißt, dass die 3. und die 4. Ziffer in ID-Nummer – 13 sein muss) sowie die Besitzer von Ausrüstung mit 14-stelliger ID-Nummer nutzen.

### Kinosäle Trikolor TV
Ab dem 1. Juli 2011 hat „Trikolor TV“ die Dienstleistung „Kinosäle Trikolor TV“ gestartet, die eine Möglichkeit bietet, sich täglich bis zu 12 Filme anzusehen. Bis Ende 2011 ist dieser Service kostenlos. Filmvorstellungen beginnen jede halbe Stunde, alle 12 Tage wird das Repertoire erneuert. Der Service ist für alle Abonnenten zugänglich, die an das Paket „Super-Optimum“ angeschlossen sind und eine Empfangsausrüstung haben, die für den Empfang von MPEG-4 Signalen geeignet ist (dazu gehören folgende Modelle: GS-8300, GS-8300M, GS-8300N, GS-8304).

## Wohltätigkeit
Ende 2007 hat NSK ein Wohltätigkeitsprogramm zum Installieren von Satelliten-TV in stationären sozialen Einrichtungen Russlands ins Leben gerufen. Im Rahmen des Programms werden alle Waisenhäuser und Altersheime in 68 ausgewählten Territorien mit der Grundausrüstung für Trikolor TV-Empfang ausgestattet. Das Programmziel ist die Versorgung aller Schüler mit dem Zugang zu den Bildungsressourcen des modernen digitalen Fernsehens, weil man damit ihre Persönlichkeitsentwicklung und soziale Anpassung fördern möchte. Das Programm wird finanziert von SAO Nazionalnaja sputnikowaja kompanija, Eutelsat Communications, von der Fachgeschäftskette NoLimit Electronics und von regionalen autorisierten Händlern von „Trikolor TV“.